# Endless, Nameless
«Endless, Nameless» (с англ. — «Бесконечный, безымянный») — песня американской гранж-группы Nirvana, выпущенная на втором альбоме коллектива Nevermind в качестве скрытого трека. Трек также был выпущен на бокс-сете With the Lights Out и как би-сайд к синглу «Come as You Are». Это самая длительная композиция на альбоме (6 минут 44 секунды).

## История написания
Причиной записи песни является неудача при попытке записи «Lithium» вследствие плохой работы инструмента. Песня показывает противоположный эффект большей части работы группы над альбомом.

## Содержание композиции
«Endless, Nameless» представляет собой музыкальную импровизацию с сильно искажённым звуком гитары, тяжёлой барабанной партией и скриминговым вокалом Курта Кобейна в припевах и довольно спокойным в куплетах. В общей сложности песня длится 6 минут и 44 секунды. Вторая половина песни, в отличие от первой, не содержит в себе вокала и хоть какого-то намёка на мелодичность и является просто случайным набором звуков, издаваемых инструментами при довольно грубой игре на них.

## Концертные исполнения
В большинстве случаев «Endless, Nameless» была последней песней, исполняемых группой на концертах, исполняя которую участники коллектива крушили оборудование вокруг, включая их же музыкальные инструменты.

## Пародии
В 1992 году Странный Эл Янкович сделал короткую восьмисекундную пародию на эту песню под названием «Bite Me».